# 의릉 (순정왕후)
의릉(懿陵)은 고려 공민왕의 왕비이자 우왕의 법모(양모)인 순정왕후 한씨의 능이다. 개성특별시 개풍군에 있다.